# Chrysosplenium flagelliferum
Chrysosplenium flagelliferum là một loài thực vật có hoa trong họ Saxifragaceae. Loài này được F.Schmidt miêu tả khoa học đầu tiên năm 1868.